# 锡诺普号战列舰
“锡诺普”号战列舰（羅馬化：Sinop）是俄罗斯帝国海军叶卡捷琳娜二世级第三艘战列舰。该舰的名字来源于1853年俄国在锡诺普海战中的胜利。1905年6月，该舰曾参与对发生兵变的战列舰“波将金”号的追捕，并将其从罗马尼亚康斯坦察拖回到塞瓦斯托波尔。20世纪初，曾有几份提案建议对“锡诺普”号进行现代化改造，配备更先进的火炮和质量更好的装甲，但都被取消了。1910年，该舰被改装为火炮训练舰，然后成为塞瓦斯托波尔的警戒舰，并将原有的12英寸（305）炮换装成4门50倍径8英寸（203）炮。1916年，“锡诺普”号被加装了防雷鼓包，以充当拟议中在水雷密布的博斯普鲁斯海峡开展行动的“水雷缓冲器”。在1919年俄国内战期间，引擎被英军摧毁后，布尔什维克和白军都曾俘获该舰。从1922年开始，“锡诺普”号被苏联拆解报废。

## 设计和开发
“锡诺普”号的水线长331英尺8.5英寸（101.1），总长339英尺3英寸（103.4），舷宽68英尺11英寸（21.0），吃水深28英尺3英寸（8.6），比设计值超出28英寸（711）。该舰的排水量为11,310長噸（11,490公噸），比设计的10,181長噸（10,344公噸）排水量多出1,200長噸（1,200公噸）。

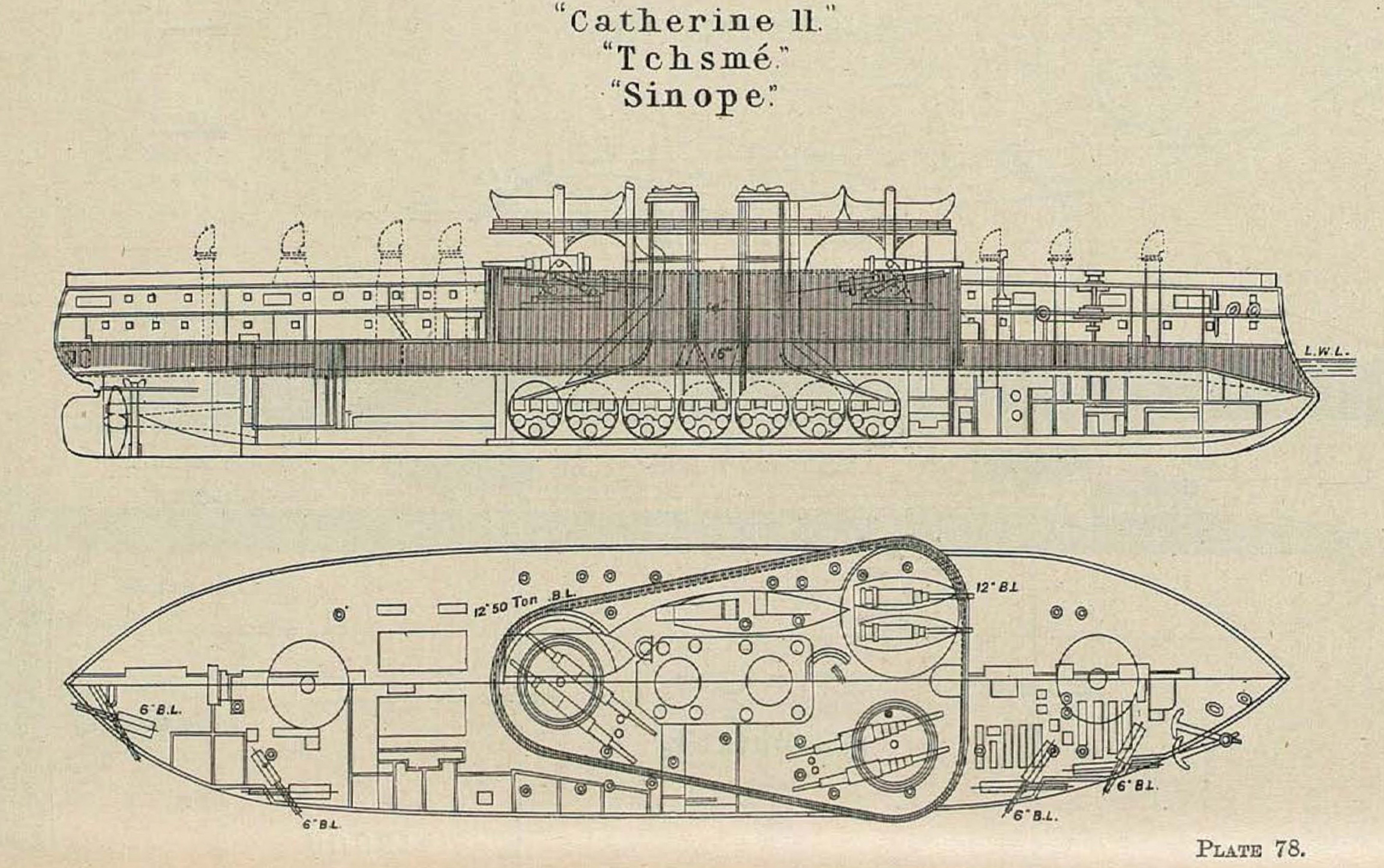
根据《布拉西海军年鉴》（1896年版）中描述的“锡诺普”号右侧侧面图和甲板平面图。

“锡诺普”号是第一艘使用垂直三胀蒸汽机的大型军舰，装有两台从英国纳皮尔父子公司进口的三缸发动机。14座圆柱形锅炉为发动机提供蒸汽，而发动机的总设计输出功率为9,000匹指示馬力（6,711千瓦特），但在试验中只产生了8,888匹指示馬力（6,628千瓦特），最高时速为15節（28每小時；17英里每小時）。在满载状态下，该舰可装载900長噸（910公噸）煤炭，以10節（19每小時；12英里每小時）航速行驶时可续航2,800海里（5,200；3,200英里），以14.5節（26.9每小時；16.7英里每小時）航速行驶时则可续航1,367海里（2,532；1,573英里）。
“锡诺普”号与其姊妹舰的主要区别在炮座的设计上有所不同。“锡诺普”号装有6门12英寸（305）奥布霍夫1877型30倍径火炮，分别安装在3个双联炮座上，两个炮座并排向前，另一个在舰尾。两个前向的炮座可以沿舰首方向轴线向内侧偏转30°，在舷侧方向向后偏转35°，总计155°的射击跨角。而后向炮座可以横向跨射202°。这几门炮的射速是每4分35秒开一炮，其中也包括装填时间。每门炮备弹60发。这些主炮安装位置非常低，仅高于主甲板4英尺6英寸（1.4），因此在向舰首或者舰尾发炮时会对甲板造成大量破坏。7门6英寸（152）1877型35倍径火炮安装在舰体炮眼内的舷侧枢轴架上，只有一门火炮安装在舰体的尾部。8门47（1.9英寸）五管转轮霍奇基斯机炮中，有6门安装在从舰体突出的小支架上，另外两门的支架安装在船体防护罩上，用来防御鱼雷艇的攻击。4门37（1.5英寸）五管转轮霍奇基斯机炮安装在战斗桅楼内。该舰还装备7具水上14英寸（356）鱼雷发射管，每侧前方各装有一门发射管，能够对准前方的目标，另外两具发射管安装在中央装甲堡的两舷前后，第7具在舰尾。

## 建造和服役

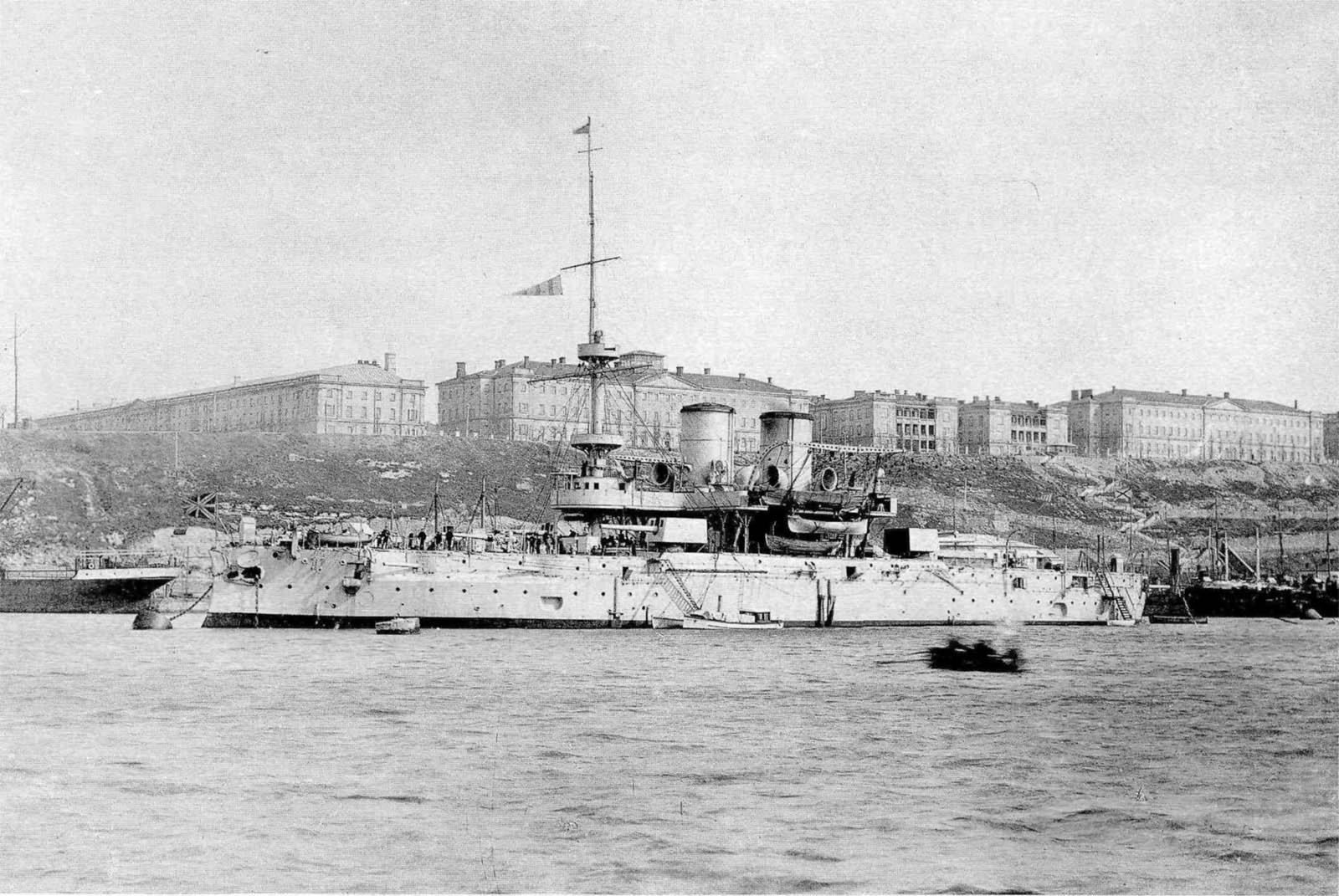
1916年的“锡诺普”号，注意著名的8英寸炮塔

“锡诺普”号是以1853年俄军在锡诺普海战中的胜利而命名的。该舰由塞瓦斯托波尔的俄罗斯轮船贸易公司负责建造，1883年6月下旬开始铺设龙骨，1887年6月1日下水，并于1889年竣工。该舰在1889年中进行了一次试航，次年发生了一起锅炉事故，造成8人死亡，10多人严重烧伤。舰载动力装置在1899年至1904年5月期间进行了升级，安装了20座全新的贝尔维尔水管锅炉。但在1903年发生了一次锅炉爆炸事故，造成7名水手严重烧伤。之后，该舰计划在靠岸后更换锅炉时对相关系统进行彻底重建。这一方案包括去掉一层甲板，改装两座安装40倍径12英寸（305）火炮的双联炮塔，两座炮塔之间则是克虏伯装甲包覆的装甲堡以及内装的10门45倍径6英寸炮。然而该方案因成本过高而被迫取消。
“锡诺普”号参加了1905年6月对发生舰员哗变的俄国战列舰“波将金”号的追捕，并最终将“波将金”号从罗马尼亚的康斯坦察拖回塞瓦斯托波尔。1907年，海军总参谋部提出了一个类似于日俄战争爆发前曾提出的重建计划，将本舰及其姊妹舰“切斯马”号进行彻底改装。该方案与之前一样需要将甲板减少一层，并用两座装备有12英寸40倍径火炮的双联装炮塔替换现有武装，以及用克虏伯装甲替换复合装甲。这个新方案与旧方案的区别在于，原计划装备的10门6英寸炮被8门120毫米（4.7英寸）炮取代。但由于该舰动力不足，无法提速跟进主力舰队，且装甲方案已经过时无法抵御新式高爆炮弹的袭击，因此这个提案也被否绝了。
1910年，“锡诺普”号被改装成炮术训练舰，并在上层甲板上安装了4门45倍径6英寸炮。1912年，舰载的12英寸炮备拆除，取而代之的是在上层甲板上安装的4门单联装203毫米（8.0英寸）50倍径炮。舰上原有的6英寸35倍径炮被更换为45倍径炮，还在舰长起居室中增加了两门。另外增加了4门47毫米炮和4挺机枪，而鱼雷发射管则被移除。此外舰上还安装了一个中央火力控制站。该舰在第一次世界大战期间作为一艘守卫舰驻扎在塞瓦斯托波尔。
1916年，为了在水雷密布的博斯普鲁斯海峡以水雷缓冲器的身份带领舰队快速通过，“锡诺普”号在尼古拉耶夫海军船厂安装了防雷鼓包，但是该行动最终还是被取消。1918年4月该舰在塞瓦斯托波尔被德军俘获，之后在同年11月被移交给协约国军。1914年4月25日，为了防止“锡诺普”号被布尔什维克用于攻击白军，英军在撤退时破坏了该舰的动力。因此，在俄国内战期间，尽管征战的双方曾轮流攻占塞瓦斯托波尔，“锡诺普”号却是一直留在这座城市。1920年弗兰格尔舰队撤离塞瓦斯托波尔时，该舰又一次被遗弃。尽管俄罗斯档案显示苏联从1922年开始逐渐拆解“锡诺普”号，但由罗伯特·巴拉德领导的水下考古远征队发现的一处沉船被初步确定为“锡诺普”号，位于离塞瓦斯托波尔不远的海底，倒扣于海床上。

## 脚注

### 引文
1. 1 2  张恩东 (2018)，第182頁.
2. ↑  McLaughlin (2003)，第21頁.
3. ↑  McLaughlin (2003)，第29頁.
4. ↑  McLaughlin (2003)，第21, 29–30頁.
5. ↑  McLaughlin (2003)，第26–28頁.
6. 1 2  张恩东 (2018)，第183頁.
7. ↑  McLaughlin (2003)，第21、31頁.
8. 1 2 3 4 5  McLaughlin (2003)，第31頁.
9. ↑  McLaughlin (2003)，第155頁.
10. 1 2  McLaughlin (2003)，第157頁.
11. 1 2 3 4  McLaughlin (2003)，第287頁.
12. ↑  McLaughlin (2003)，第292頁.
13. ↑  Gardiner (1979)，第178頁.
14. ↑  McLaughlin (2003)，第310頁.
15. ↑  Ringis, Anastasiya. . Kyiv Weekly. Kyiv, Ukraine. 2 Aug 2006  [6 January 2010]. （原始内容存档于2023-11-24）.